# Forpost i bjergene
Forpost i bjergene (russisk: Застава в горах, translit.: Zastava v gorakh) er en sovjetisk spillefilm i farve fra 1953 produceret af Mosfilm og instrueret af Vladimir Gerasimov og Konstantin Judin. Med 44,8 mio. solgte billetter var filmen den tredjemest sete i Sovjetunionen i 1953.
Filmen er en tidlig spændingsfilm med koldkrigs-tema.

## Handling
Seniorløjtnant Lunin ankommer til en grænseforpost ved Sovjetunionens sydgrænse i Centralasien, hvor han bliver udnævnt til vicekommanderende. Som følge af øverstkommanderendes sygdom overtager Lunin kommandoen over forposten. 
På dette tidspunkt forsøger amerikansk efterretningstjeneste at trænge ind i USSR's territorium for at udføre sabotage og at levere våben og narko til lokale bander nær statsgrænsen. Den lokale Basmatjibevægelse, der er betalt og opildnet af amerikanerne forsøger at angribe sovjetisk territorium for at dække over hovedoperationen, indsmuling af amerikanske efterretningsagenter til den Sovjetunionen under dække af at være arkæologer og geologer. Operationen mislykkes dog: Basmatji-banden bliver besejret, og resterne af de kriminelle oprørere blev sendt tilbage over grænsenfloden, sabotørerne bliver fanget og afsløret.
Filmen er nævnt i de sidste scener i filmen Har vi mødtes et sted tidligere? fra 1954, hvor en af filmens hovedpersoner, en dreng, siger: "Forpost i bjergene - wow!")

## Medvirkende
- Vladlen Davydov som Lunin
- Marina Kuznetsova som Vera Aleksandrovna
- Jelena Sjatrova som Polina Antonovna
- Sergej Gurzo som Kulesjov
- Stanislav Tjekan som Martjenko